# فردا پاین
فردا پاین (انگلیسی: Freda Payne؛ زادهٔ ۱۹ سپتامبر ۱۹۴۲) یک موسیقی‌دان اهل ایالات متحده آمریکا است. وی از سال ۱۹۶۳ میلادی تاکنون مشغول فعالیت بوده‌است.